# 山内圭哉
山内 圭哉（やまうち たかや、1971年10月31日 - ）は、日本の俳優、歌手。大阪府大阪市出身。TOKYO ARTISTS AGENCY所属。身長176cm、血液型はAB型。

## 略歴
幼少期からアカデミー児童劇団で役者としてのキャリアをスタートさせ、特に、両親を亡くした級長・足柄竜太を演じた映画『瀬戸内少年野球団』（1984年）は子役時代の代表作で、後に2016年のテレビドラマ版にも出演している。
1992年、中島らも主宰の笑殺軍団リリパットアーミーに入団し、中心メンバーの1人として活躍（1999年に退団）。
2001年、一般人女性と結婚、後に息子が誕生。『Piper』に加入（当時のメンバーは川下大洋と後藤ひろひと）。
2002年、自身のプロデュースユニット『wat mayhem』を立ち上げる。
『The Jizz Monks』（1993年 - ）、『hate77』（2005年 - ）、『人々』（2016年 - ）及び『Khwai』（2019年 - ）のバンドの一員でライブ活動も行っている。
髪型は弁髪が特徴で、あだ名は「僧正」。
2016年、テレビドラマ『HOPE〜期待ゼロの新入社員〜』で第5回コンフィデンスアワード・ドラマ賞助演男優賞を受賞。

## 出演

### テレビドラマ
- 暴れん坊将軍II（テレビ朝日 / 東映） 
  - 第97話（本放送時は98話）「あゝ憎まれて五十年!」（1985年） - 少年・五郎左 役
  - 第178話（本放送時は第180話）「怨みを染めたつのかくし!」（1986年） - 乾七之助 役
- 泳げ! 第5コース（1986年、関西テレビ）
- 必殺剣劇人 第4話「日照り続きで、ほこりが立たあ!」（1987年、朝日放送）
- 連続テレビ小説（NHK総合）
  - はっさい先生（1987年10月 - 1988年4月）
  - あさが来た（2015年9月30日 - 2016年4月1日） -  山本雁助 役
  - あさが来たスピンオフ 割れ鍋にとじ蓋（2016年4月23日、NHK BSプレミアム）
  - おむすび（2025年1月9日 - )  -  四ツ木隆則 役
- 連続アクチュアルドラマ 部長刑事 第1626回「母親を刺した男」（1990年1月6日、朝日放送）
- 金曜エンタテイメント 父の日SP 中島らもの変なお父さん「お父さんのカッパ落語」（1995年6月16日、フジテレビ）
- パノラマ電波横丁 パンチ・デ・ニーロ（2001年、毎日放送）
- ドラマ愛の詩（NHK教育）
  - 料理少年Kタロー 第8話「宇宙料理戦プラネットボンバー」（2001年）
  - パパ トールド★ミー 大切な君へ（2003年） - まさお 役
- 大河ドラマ（NHK総合）
  - 新選組! 第3話（2004年1月25日） - 橋本左内 役
  - 青天を衝け（2021年2月 - ） - 岩倉具視 役[3]
- ナニワ金融道・6（2005年1月3日、フジテレビ） - 熊田高次 役
- ドラマ・コンプレックス「都立水商!」（2006年3月28日、日本テレビ） - 大野誠 役
- 真夜中のマーチ（2007年3月21日、WOWOW） - 古谷哲永 役
- 死ぬかと思った Case7「ビビる男 No pain」（2007年5月20日、日本テレビ） - ヤクザの事務所の組員 ヨシオ 役
- DRAMADA-J いつかの友情部、夏。（2009年9月、関西テレビ） - 貴島慎太郎 役
- 新・ミナミの帝王（2010年9月21日、関西テレビ） - 春田 役
  - 新・ミナミの帝王 美人詐欺師の罠（2015年1月12日、関西テレビ）
- SPEC〜警視庁公安部公安第五課 未詳事件特別対策係事件簿〜 第2話（2010年10月15日、TBS） - 桂小次郎 役
- 木曜時代劇「吉原裏同心」（2014年6月 - 9月、NHK総合） - 仙右衛門 役
- 正月時代劇「吉原裏同心〜新春吉原の大火〜」（2016年1月3日、NHK総合）
- 押忍!!ふんどし部! シーズン2 〜南海怒濤篇〜（2014年1月3日 - 3月14日、テレビ神奈川ほか） - 番台男 役
- 461個のありがとう。 〜愛情弁当が育んだ父と子の絆〜（2015年3月15日、NHK BSプレミアム） - 川辺ヒロシ 役
- 新・奇跡の動物園 旭山動物園物語2015〜命のバトン〜（2015年4月10日、フジテレビ） - 時田郁夫 役
- 民王（テレビ朝日） - 新田理 役
  - 民王（2015年7月24日 - 9月18日）
  - 民王スペシャル〜新たなる陰謀〜（2016年4月15日）
  - 民王R（2024年10月22日 - 12月10日）[4]
- 赤めだか（2015年12月28日、TBS） - 取り立て屋 役
- 早子先生、結婚するって本当ですか?（2016年4月 - 6月、フジテレビ） - 本郷潤吉 役[5]
- 奇跡の人（2016年4月 - 6月、NHK BSプレミアム） - 鶴里正志 役
- HOPE〜期待ゼロの新入社員〜（2016年7月 - 9月、フジテレビ） - 安芸公介 役[6]
- 瀬戸内少年野球団（2016年9月17日、テレビ朝日） - 池田新太郎 役[1]
- フランケンシュタインの恋（2017年4月 - 6月、日本テレビ） - 十勝みのる 役
- ぼくらの勇気 未満都市2017（2017年7月21日、日本テレビ） - 真壁 役
- 植木等とのぼせもん（2017年9月 - 10月、NHK総合） - ハナ肇 役
- 黒い十人の秋山（2017年12月26日、テレビ東京） - 大城武史 役
- 未解決の女 警視庁文書捜査官（2018年4月19日 - 6月7日、テレビ朝日） - 桑部一郎 役
- 獣になれない私たち（2018年10月10日 - 12月12日、日本テレビ） - 九十九剣児 役
- Heaven? 〜ご苦楽レストラン〜 第3話・第4話・第9話（2019年7月23日・30日・9月3日、TBS） - 根本親文 役
- サギデカ 第2話（2019年9月7日、NHK総合） - 松澤亮治 役
- 知らなくていいコト（2020年1月8日 - 3月11日 、日本テレビ） - 黒川正彦 役
- 未解決の女 警視庁文書捜査官（2020年8月6日 - 9月17日、テレビ朝日） - 桑部一郎 役[7]
- 川のほとりで episode2、episode6（2021年４月2日～、WOWOW） - 佐藤役
- 刑事7人 season7 第8話（2021年9月8日、テレビ朝日） - 矢吹宝太郎 役
- 妖怪シェアハウス-帰ってきたん怪- 第5話（2022年5月7日、テレビ朝日） - 菅原道真公 役[8]
- 闇金ウシジマくん外伝 闇金サイハラさん（2022年9月 - 12月、毎日放送・TBS） -  般田 役
- 土曜ドラマ やさしい猫（2023年6月24日～、NHK総合） - 小山田役
- シッコウ!!〜犬と私と執行官〜 第7話（2023年8月22日、テレビ朝日） - 鹿山田順彌 役
- ブラック・ジャック（2024年6月30日、テレビ朝日）[9][10]
- おいハンサム!!2 第5話（2024年5月4日、東海テレビ・フジテレビ） - 野々村 役[11]
- ゴールデンカムイ -北海道刺青囚人争奪編- 第3話（2024年10月20日、WOWOW） - 玉井芳蔵 役
- 大阪激流伝（2025年8月31日〈予定〉、NHK総合）[12]

### Webドラマ
- 民王番外編 秘書貝原と6人の怪しい客 第6話(最終話)（2016年5月27日配信、ビデオパス・テレ朝動画） - 新田理 役
- うつヌケ（2018年11月3日配信 Hulu） - 浦本大輔 役
- 恋に落ちたおひとりさま～スタンダールの恋愛論～（2022年3月18日配信、全10話、Amazon Prime）- バーのマスター 役[13]

### バラエティ
- パノラマ電波横丁 見参!アルチュン（2001年 - 2002年、毎日放送）
- 探偵!ナイトスクープ（2022年10月21日、朝日放送テレビ）- 顧問
- 突然ですが占ってもいいですか?（2023年5月22日、フジテレビ）

### ラジオ
- らもチチ魔界ツアーズ
- 月極ラジオ

### ラジオドラマ
- 青春アドベンチャー（NHK-FM）
  - 『かがみ池のからくり』（2022年2月7日 - 18日） - 鏡万竜 役[14]

### 映画
- 赤錆び色の空（1983年、松良星二監督） - 竹田勲 役
- 瀬戸内少年野球団（1984年、篠田正浩監督） - 足柄竜太 役
- オイディプスの刃（1986年、成島東一郎監督）
- NN-891102 （2001年、柴田剛監督） - 古田二三九・プルート239号 役
- パコと魔法の絵本（2008年、中島哲也監督） - 龍門寺（声・ミズスマシ君） 役
- ゲキ×シネ「蛮幽鬼」（2010年、渡部武彦監督） - 稀浮名 役
- 宇宙で1番ワガママな星（2010年、伊東寛晃監督）
- 大木家のたのしい旅行 新婚地獄篇（2011年、本田隆一監督） - 燕尾服の男 役
- マイ・バック・ページ（2011年、山下敦弘監督） - 前園勇 役
- らもトリップ（2012年、中野裕之監督）
- R-18文学賞vol.1 自縄自縛の私（2013年、竹中直人監督） - 馬場勇　役
- MissZOMBIE（2013年9月14日、SABU監督） - 佐々木　役
- 花戦さ（2017年6月3日、篠原哲雄監督） - 池坊専伯 役[15]
- 空母いぶき（2019年5月24日、若松節朗監督） - 浮船武彦 役[16]
- 引っ越し大名！（2019年8月30日、犬童一心監督）‐ 仲田小兵衛 役
- アキラとあきら（2022年、三木孝浩監督）[17] - 楊浩然 役
- 1秒先の彼（2023年7月7日、山下敦弘監督） - 花火師 役[18]
- ゴールデンカムイ（2024年1月19日、久保茂昭監督） - 玉井芳蔵 役[19]
- 雪風 YUKIKAZE（2025年8月15日、長谷川康夫監督） - 佐々木伊織 役[20]

### 舞台
- 1993年
  - 天下御免の馬侍－紅葉城奇談－
- 1994年
  - 桃天紅〜烈風之拳〜
- 1995年
  - 荷車よ、北北西に進路を取れ!
  - こどもの一生
  - 宇宙家族愛物語
  - 胸いっぱいの青空
  - 一心寺恐怖百物語
  - レ・ボリューション
  - 土曜日の夜
  - ピンク・ピッグ・ブルース
- 1996年
  - 天外綺譚
  - レッド・ネック・ブルース
  - Citizens of Planet Maurice
  - ボルドーの雫
- 1997年
  - 秘天閣
  - 近松劇場Part11 強いばかりが男じゃないといつか教えてくれた人
  - 白いメリーさん
  - 愛の乞食
  - お正月
- 1998年
  - ベイビーさん
  - The Vampire Strikes Rock
  - OPPEKEPE 〜オッペケペー、アメリカを行く〜
- 1999年
  - 恐怖スライムピープル襲来
  - はるまげどんとかみなりどん
  - アイスクリームマン
  - Mission Inpatient
  - 忠臣蔵
- 2000年
  - 強いばかりが男じゃないといつか教えてくれた人
  - シャイアン
  - 大阪ロボットの作り方
  - 生。
  - 火の鳥
  - マクガフィン
- 2001年
  - 追悼・伝説の文豪、小林作造〜その幻の作品群と数々の活躍
  - Jack
  - 黒いハンカチーフ
  - エンゼルス
  - i-blue
  - サム古賀ショー
  - やすらぎの家
  - 北大阪信用金庫
  - 天才脚本家
- 2002年
  - 王立寄席
  - 2cheat
  - ダブリンの鐘つきカビ人間
  - ホセ中村とギャッフンボーイズ〜都合によりホセ中村は出演いたしません〜
  - オレンジパワー
  - 荒波次郎
  - MY ROCK'N ROLL STAR
- 2003年
  - 人間風車
  - アウタースペース〜6つの空間〜
  - みつばち
  - オールディーズ・バット・ゴールディーズ（熱く美しき日々）
  - 2cheat2
  - スリー・テナーズ
  - 止まれない12人
- 2004年
  - しかたがない穴
  - 燃えよ剣
  - MIDSUMMER CAROL ガマ王子 vs ザリガニ魔人
  - 痛くなるまで目に入れろ
  - スプーキーハウス
- 2005年
  - BIG BIZビデオ上映会+トークショー
  - 悪魔の唄
  - SHUFFLE -シャッフル-
  - R-2
  - 姫が愛したダニ小僧〜Princess and Danny Boy〜
  - ダブリンの鐘つきカビ人間
- 2006年
  - 桜飛沫
  - 2cheat3
  - 噂の男
- 2007年
  - 地獄八景・浮世百景
  - ひーはー
  - たとえば野に咲く花のように‐アンドロマケ‐
- 2008年
  - いのうえ歌舞伎★號 IZO
  - MIDSUMMER CAROL ガマ王子 vs ザリガニ魔人
  - 転球劇場 猪瀬薫子〜ラストデイズ、ラストライス〜（構成・演出）
  - A MIDSUMMER NIGHT'S DREAM〜THEじゃなくてAなのが素敵〜
  - 宝塚BOYS
  - ベントラーベントラーベントラー
- 2009年
  - パンク侍、斬られて候 - 脚本・演出・主演
  - 流れ姉妹 たつことかつこ　〜獣たちの夜〜
  - ナイロン100℃『神様とその他の変種』
  - 蛮幽鬼
- 2010年
  - 阿佐ヶ谷スパイダース『アンチクロックワイズ・ワンダーランド』
  - THE LEFT STUFF
  - 醜男
  - さらば八月のうた
  - ロックンロール
- 2011年
  - 時計じかけのオレンジ
  - 桃天紅
  - 現代能楽集VI 奇ッ怪其ノ弐
- 2012年
  - 十一ぴきのネコ
  - 藪原検校
  - 吉本百年物語「わらわし隊、大陸を行く」 - 林正之助 役
  - こどもの一生
- 2013年
  - デキルカギリ
  - しゃばけ - 仁吉 役
  - 小野寺の弟・小野寺の姉 - 高倉朋之進 役
  - 鉈切り丸
- 2014年
  - Paco〜パコと魔法の絵本〜 from「ガマ王子vsザリガニ魔人」
  - 中の人
  - カッコーの巣の上で
  - ナイロン100℃『社長吸血記』
  - 君はフィクション
- 2015年
  - 十一ぴきのネコ
- 2016年
  - ハイバイ『夫婦』（作・演出：岩井秀人）
  - 『遠野物語 奇ッ怪其ノ参』（脚本・演出：前川知大）
- 2017年
  - 『陥没』（作・演出：ケラリーノ・サンドロヴィッチ）
  - 新ロイヤル大衆舎『王将』（作：北條秀司、構成台本・演出：長塚圭史）音楽も担当
  - 『髑髏城の七人 〜season風』（作：中島かずき、演出：いのうえひでのり）
- 2018年
  - 『密やかな結晶』（作・演出：鄭義信）（東京公演2月2日 - 25日、富山公演3月3日 - 4日、大阪公演3月8日 - 11日、福岡公演3月17日 - 18日）
  - 『夫婦』再演（8月23日 - 9月2日）
  - 『セールスマンの死』（作・アーサー・ミラー、翻訳・徐賀世子、演出・長塚圭史）（KAAT神奈川芸術劇場公演11月3日 - 18日、愛知公演11月29日 - 30日、兵庫公演12月8日）
- 2019年
  - 『偽義経冥界歌』（劇団☆新感線、作：いのうえひでのり、演出：中島かずき）（大阪公演：2019年3月8日 - 21日、金沢公演：2019年4月2日 - 7日、松本公演・2019年4月18日 - 21日）
  - 『2Cheat4』(出演：山内圭哉、福田転球）（東京・神保町花月2019年5月10日 - 19日、大阪・COOL JAPAN PARK OSAKA SSホール5月30日 - 6月2日）
  - 『アジアの女』（作：長塚圭史、演出：吉田鋼太郎）（東京公演・Bunkamuraシアターコクーン、2019年9月6日 - 29日）
  - 『ハケンアニメ!』（原作：辻村深月、脚本・演出：G２）（大阪・COOL JAPAN PARK OSAKA TTホール10月12日 - 16日、東京・紀伊國屋ホール10月31日 - 11月14日）
  - 『SIZUKO! QUEEN OF BOOGIE 〜ハイヒールとつけまつげ〜』（脚本：マキノノゾミ、演出：白井晃 / 豊田めぐみ ※共同演出）（大阪・COOL JAPAN PARK OSAKA TTホール2019年11月23日 - 12月1日）
- 2020年
  - 『偽義経冥界歌』（劇団☆新感線、作：いのうえひでのり、演出：中島かずき）（東京公演・TBS赤坂ACTシアター2020年2月15日 - 3月24日、福岡公演・2020年4月4日 - 28日）
  - 『ベイジルタウンの女神』（ケムリ研究室no.1、作・演出：ケラリーノ・サンドロヴィッチ、世田谷パブリックシアター9月13日 - 29日、兵庫県立芸術文化センター阪急中ホール10月1日 - 4日、北九州芸術劇場中劇場10月9日 - 10日）
- 2021年
  - 『セールスマンの死』再演（KAAT神奈川芸術劇場、作・アーサー・ミラー、翻訳・徐賀世子、演出・長塚圭史、KAAT神奈川芸術劇場1月8 - 12日、まつもと市民芸術館主ホール1月30日）
  - 山内圭哉＆福田転球トークライブ『山球』（渋谷LOFT9、3月29日）
  - 『王将』－三部作－ 新ロイヤル大衆舎×KAAT （作：北條秀司、演出：長塚圭史）音楽も担当（5月15日 - 6月6日KAAT神奈川芸術劇場アトリウム特設劇場、6月11日 - 13日近鉄アート館　※緊急事態宣言延長に伴い大阪公演中止[21]）
- 2022年
  - 『世界は笑う』（作・演出：ケラリーノ・サンドロヴィッチ、2022年8月7日 - 28日、Bunkamura シアターコクーン / 9月3日 - 6日、京都劇場）[22]
  - 『歌妖曲〜中川大志之丞変化〜』（作・演出：倉持裕、2022年11月6日 - 30日、明治座 / 12月8日 - 12日、キャナルシティ劇場 / 12月17日 - 25日、新歌舞伎座） - 大松盛男 役[23][24]
- 2023年
  - COCOON PRODUCTION 2023『パラサイト』（2023年6月5日 - 7月2日、THEATER MILANO-Za / 7月7日 - 17日、新歌舞伎座） - 永井慎太郎 役[25]
  - 2Cheat6（2023年11月30日 - 12月3日、ABCホール / 12月7日 - 10日、ニュー・サンナイ）[26]
- 2024年
  - モンスター・コールズ（2024年2月10日 - 3月3日、PARCO劇場 / 3月8日 - 17日、COOL JAPAN PARK OSAKA WWホール）[27]
  - 死んだかいぞく（2024年7月 - 8月、彩の国さいたま芸術劇場 小ホール）[28]
- 2025年
  - 花と龍（2025年2月8日 - 22日、KAAT神奈川芸術劇場）[29]
  - 『ベイジルタウンの女神』（ケムリ研究室no.1、作・演出：ケラリーノ・サンドロヴィッチ、2025年5月6日 - 18日、世田谷パブリックシアター / 5月、兵庫県立芸術文化センター 阪急中ホール・久留米シティプラザ ザ・グランドホール / 6月、穂の国とよはし芸術劇場PLAT 主ホール・りゅーとぴあ 新潟市民芸術文化会館）[30]
  - いきなり本読み！in BOOTCAMP！（2025年7月2日 - 5日〈予定〉、梅田芸術劇場 シアター・ドラマシティ）[31]
  - まつもと市民芸術館プロデュース『チェーホフを待ちながら』（2025年11月6日 - 9日〈予定〉、まつもと市民芸術館 小ホール / 11月12日 - 16日〈予定〉、KAAT神奈川芸術劇場 大スタジオ）[32]

### 劇場アニメ
- 映画 えんとつ町のプペル（2020年） - アイパッチ 役[33]

### ゲーム
- SAMURAI SPIRITS 2 アスラ斬魔伝（1998年10月16日、八角泰山）
- 幕末浪漫第二幕 月華の剣士（1998年11月25日、刹那）

### 執筆
- 雑誌『STEGE　SQUARE「愚鈍の咆哮」』連載（日之出出版）隔月27日発売

## 受賞
- 第5回コンフィデンスアワード・ドラマ賞 助演男優賞（2016年） - 『HOPE〜期待ゼロの新入社員〜』[2][34]